# Willy Weber (Künstler)
Willy Weber (* 16. Juni 1933 in Bern; † 11. Mai 1998 in Boll-Sinneringen) war ein Schweizer Eisenplastiker und bildender Künstler.

## Leben und Werk
Nach einer kaufmännischen Lehre lebte Weber ein Jahr in Algerien und bildete sich ab 1956 zum Maler aus. Von 1958 bis 1962 entstanden surrealistische Ölbilder. 1960 durchschoss Weber eine Messingplatte. Dieses Kunstwerk bildete die Grundlage der «exploded reliefs». Als 1962 in Düsseldorf Otto Piene, Heinz Mack und Günther Uecker mit der Künstlergruppe ZERO an die Öffentlichkeit traten, entstanden bei Weber die ersten Sprengplastiken, mit Dynamit verformte Stahlplatten. Diese wurden in den Anfängen noch farblich gefasst, jedoch ab 1967 verchromt.
1965 verfasste Weber ein Manifest zu seinem Handeln; …Die Kunst unserer Kulturepoche… muss das dynamische Element der Explosion wiedergeben, als Ausdruck von Zeit und Kultur expansionsartig in Universum und Zukunft führen.
Weber präsentierte 1969 bei Howard Wise in New York City eigene Arbeiten. Darauf schenkte die Schweizerische Eidgenossenschaft dem Kennedy Center for Performing Arts das grossformatige Relief «Apollo X». Weber repräsentierte die Schweiz an der Biennale von São Paulo im Jahre 1969 und an der Biennale di Venezia 1972. In den 1980er Jahren wurde es ruhiger um Weber. Zurückgezogen auf dem Lande, widmete er sich primär philosophischen Arbeiten. Er verstarb 1998 an den Folgen einer Krankheit.
Werke von Weber befinden sich unter anderem in der Onstand Collection in Norwegen, im John F. Kennedy International Airport in New York sowie in der Nelson Rockefeller Collection ebenfalls in New York, in der Ted Weiner Collection in Fort Worth Texas, im Kunstmuseum Helsinki, im Museum Soto in Venezuela, im Cincinnati Art Center und im Buffalo AKG Art Museum in Buffalo. Einzelausstellungen fanden unter anderem in der Howard Wise Galerie in New York City, bei Gimpel und Fils in London, in der Galerie Krebs in Bern und in der Galerie del Naviglio in Mailand statt.

## Werke in öffentlichem Besitz
- Kunstmuseum Bern
- Kunstmuseum Thun
- Kunstmuseum Winterthur
- Kunsthaus Zürich
- Universitätssporthalle Neufeld, Bern: «see», 1972, Chromstahl; O.K., 1976, Cortenstahl
- Beijing, Schweizer Botschaft: Chromstahlsäule, 1974